# Президенти-Кастеллу-Бранку (Санта-Катарина)
Президенти-Кастеллу-Бранку (порт. Presidente Castello Branco) — муниципалитет в Бразилии, входит в штат Санта-Катарина. Составная часть мезорегиона Запад штата Санта-Катарина. Входит в экономико-статистический микрорегион Конкордия. Население составляет 2082 человека на 2004 год. Занимает площадь 70,211 км².